# Donington Park
Koordinati:   52°49′50″N, 1°22′31″W
Donington Park je dirkališče, ki leži v bližini angleške vasi Castle Donington.
Znano je po motociklističnih dirkah. Med letoma 1987 in 2009 je redno gostilo motociklistično Veliko nagrado Velike Britanije. Na njem so potekale tudi številne dirke drugih motociklističnih prvenstev.
Leta 1993 je gostilo dirko Formule 1 za Veliko nagrado Evrope, ki je ostala v spominu po prepričljivi zmagi Ayrtona Senne z vožnjo, ki je bila po mnenju mnogih ena najboljših po deževnem vremenu v zgodovini Formule 1. Kljub temu, da so Donington Park nekaj časa omenjali kot dirkališče, ki bi lahko od sezone 2010 nadomestilo Silverstone kot prizorišče dirke Formule 1 za Veliko nagrado Velike Britanije, je dirka leta 1993 ostala edina dirka Formule 1, ki je bila prirejena na njem.
Od leta 1981 redno gosti dirke britanskega prvenstva turnih avtomobilov (BTCC).

## Zmagovalci

### Velika nagrada Evrope
| Leto | Dirkač       | Moštvo       | Poročilo |
| ---- | ------------ | ------------ | -------- |
| 1993 | Ayrton Senna | McLaren-Ford | Poročilo |

### Velika nagrada Doningtona
| Leto | Dirkač                     | Moštvo     | Poročilo |
| ---- | -------------------------- | ---------- | -------- |
| 1933 | Earl Howe                  | Bugatti    | Poročilo |
| 1934 | Whitney Straight           | Maserati   | Poročilo |
| 1935 | Richard Shuttleworth       | Alfa Romeo | Poročilo |
| 1936 | Hans Rüesch Richard Seaman | Alfa Romeo | Poročilo |
| 1937 | Bernd Rosemeyer            | Auto Union | Poročilo |
| 1938 | Tazio Nuvolari             | Auto Union | Poročilo |